# Alleanza russo-turca (1799)
L'Alleanza russo-turca del 1799 o alleanza russo-ottomana fu un trattato difensivo tra l'Impero russo e l'Impero ottomano firmato a Costantinopoli il 3 gennaio 1799 (il 23 dicembre 1798 secondo il calendario giuliano) e valevole per un termine di otto anni. L'Inghilterra entrò nell'alleanza due giorni dopo.

## Trattato
L'alleanza, che confermava il trattato di pace firmato a Jassy del 1792, formalizzò l'ingresso della Turchia nella seconda coalizione antifrancese, mirando a preservare l'integrità territoriale dell'Impero ottomano. La Sublime Porta decise infatti di firmare il trattato per guardarsi dall'aggressione della Francia che nel 1798 occupò l'Egitto. La Russia stava cercando di consolidare le sue posizioni in guerra come membro della seconda coalizione delle potenze europee e la sua influenza nei Balcani. In un articolo separato e segreto la Russia si impegnava a fornire al governo ottomano dodici navi e un esercito di 75.000 a 80.000 uomini. In cambio dell'assistenza della Russia, la Sublime porta acconsentiva "solo per questa volta" alle navi russe il passaggio degli Stretti Turchi.
In ragione di un avvicinamento tra l'Impero ottomano e la Francia, l'Inghilterra non rinnovò il trattato che terminò il 14 novembre 1806, poco prima degli otto anni previsti.